# Il serpente di bronzo
Il serpente di bronzo (1730, ZWV 61) is een barok-oratorium van Jan Dismas Zelenka. Deze Tsjechische componist schreef
dit oratorium in 1730. Datzelfde jaar werd het voor het eerst ten gehore gebracht in Dresden, op goede vrijdag (6 april). Dichter aan het hof van Dresden, Stefano Benedetto Pallavicino, nam het libretto voor zijn rekening. 
De stijl van het oratorium is in lijn met muziek die vanaf begin 17e eeuw te horen was aan het hof van Dresden. De Saksische prins 
Frederick Augustus I had zich in 1697 bekeerd tot het katholicisme en door zijn invloed ontstond de eerste hofkerk in
de stad. Vanaf 1721 traden regelmatig hofmusici op tijdens de diensten in de kerk. Later kregen ook andere componisten de kans hun werk te laten horen, zoals Jan Dismas Zelenka en Giovanni Alberto Ristori. Al snel ontstond zo een traditie om op heilige dagen, zoals goede vrijdag, oratoria ten gehore te brengen in de kerk. 

## Libretto
Het libretto is in het Italiaans en verwijst naar Numeri 21:4-9, uit het Oude Testament. Daarin wordt een conflict tussen God en het Israëlische volk beschreven. God zond vuurspuwende slangen naar het volk om ze te straffen voor hun twijfel jegens
hem. Bijna iedereen die gebeten werd stierf. Via Mozes vroeg het Israëlische volk vergiffenis, waarop Mozes in opdracht van God een bronzen slang maakte. Iedereen die de slang aanschouwde bleef in leven.
Il serpente di bronzo bevat vocale partijen voor solisten en twee satb koren. De instrumentale begeleiding is geschreven voor viool, alt viool, hobo, contrabas, cello, klavecimbel, orgel en fluit.

## Structuur van het oratorium
- Koor: Pera il giorno in cui si diede
- Recitatief: Verdi piagge d'Egitto
- Aria: Membra languide e tremanti
- Recitatief: Quanto fosse per te miglior fortuna
- Aria: Lusinghe mendaci
- Begeleid recitatief: Mosè, contro di me
- Aria: Potrei sovra degli empi
- Recitatief: Ah! Qual produce il suolo portentosa di mostri
- Aria: Vicina morte con fiero sguardo
- Recitatief: Illustre uomo divin
- Aria a due: Al torrente del tuo sdegno
- Recitatief: Autor della Natura
- Aria: Uno, Vero, Eterno e Santo
- Begeleid recitatief: Ah! Mosè t'insegno troppo lung'uso
- Recitatief: Figlio, ohimè
- Arietta met recitatief: Dal petto esamine lo spirito
- Aria: Già ripiglia vermiglia la rosa
- Recitatief: Mira, ingrato Israel
- Koor: Inni e Lode a quel Signore